# تاقچه

تاقچه‌ای در قلعه نصوری در سيراف

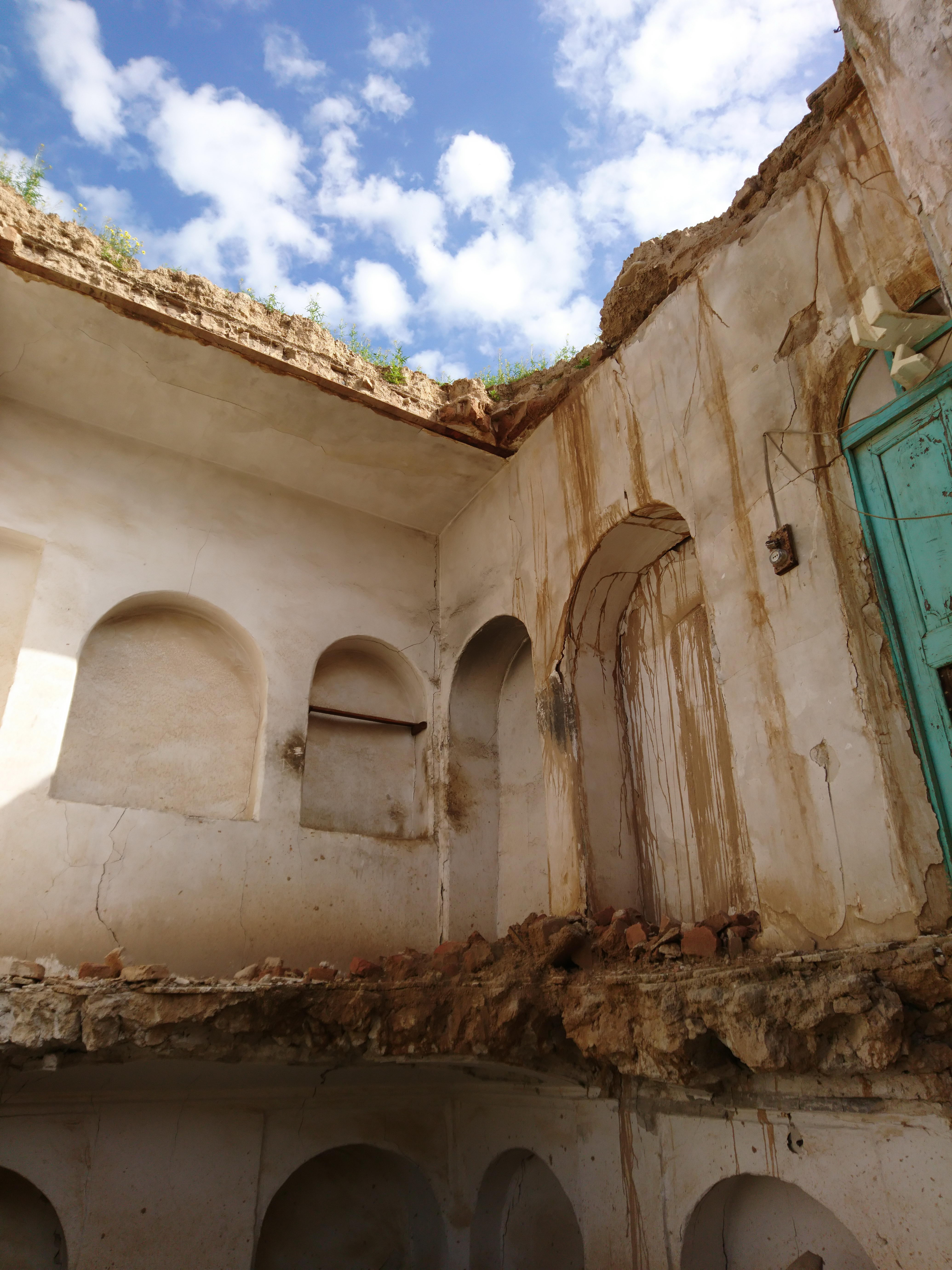
بافت شهری قدیمی بهبهان

تاقچه یا طاقچه (برگرفته از واژه تاگ یا تاگدیس در پارسی میانه) یکی از مولفه‌های معماری در ایران است. تاقچه گاه از جنس چوب و زمانی از جنس سنگ اما عموماً از جنس گچ ساخته می‌شود. فرورفتگی داخل دیوار در اتاق‌ها، ایوان‌ها و حتی راهروهای خانه‌ها است. این تاقچه‌ها معمولاً با زیبائی و به وسیله انواع گچبری‌ها تزئین می‌شوند. ار تاقچه‌ها برای گذاشتن وسائل تزئینی یا حتی چراغ‌های لامپ و مانند آن استفاده می‌شود. تاقچه‌ها اگر بلند و بالاتر از قد انسان باشند رف نامیده می‌شوند و برای نهادن اشیائی که باید از دسترس کودکان دور بماند استفاده می‌گردد. در برخی نقاط از جمله شمال ایران از تاقچه‌های چوبی استفاده می‌شود.

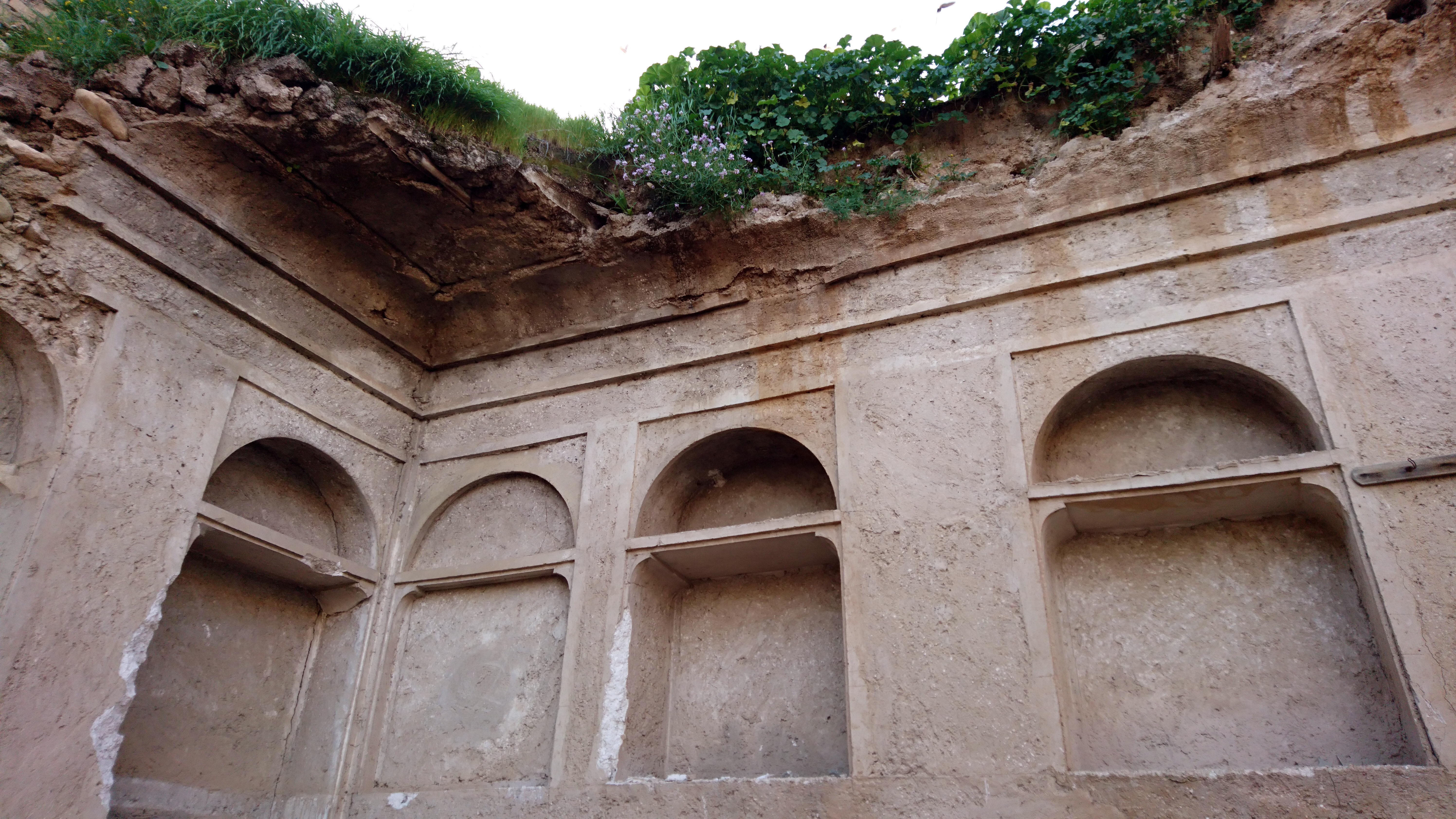
تاقچه‌ای در بافت فرسوده بهبهان